# Carlo Desideri
Carlo Desideri (Uzzano, 2 aprile 1840 – Pescia, 11 giugno 1878) è stato uno scienziato, scrittore, giornalista e insegnante italiano.

## Biografia
Nato da Filippo, medico originario di Chiesina Uzzanese, e dalla nobile Enrichetta Forti, nipote del grande scrittore, economista, storico ginevrino Jean Charles Léonard Simonde de Sismondi (e sorella di Pietro Forti Vescovo di Pescia),  battezzato Carlo Anton Francesco Pietro nel Duomo di Pescia, studiò Fisica e Scienze naturali all'Università di Pisa. Fra i suoi compagni di corso ci fu Oreste Lenzi, con cui, anni dopo, avrebbe scritto il trattato “Misteri di una corporazione pericolosa”.
Nel 1865, promosse e fondò assieme al fratello Pietro, magistrato, la Società di mutua istruzione di Pescia, che contribuì largamente ad aumentare il livello di alfabetizzazione della città e del comprensorio. Il 18 giugno di quell'anno, fu eletto consigliere comunale, nel fronte dei moderati. Entrò a far parte della commissione consiliare che si occupava di perizie municipali, lavori pubblici, illuminazione.
L'11 giugno 1866 fu nominato istitutore di scienze naturali alle Scuole tecniche di Pescia. Insegnava meccanica, chimica, fisica, scienze naturali.
Nel 1867, fu a Parigi per l'Esposizione universale di quell'anno.
Nel 1868, fu consigliere anziano e delegato scolastico mandamentale.
Nel 1870, entrò a far parte della Giunta comunale di Pescia, fino alla scadenza elettorale dell'anno successivo, cui non si ripresentò.
Il 7 gennaio 1871, diventò direttore della testata giornalistica Valdinievole, primo giornale edito a Pescia.
Nello stesso anno, compì, assieme al concittadino Alberto Magnani, una visita al Traforo ferroviario del Frejus come inviato del giornale. Lasciò la direzione del giornale nel 1873.
Nel 1875, alla presenza del padre scolopio Filippo Cecchi, originario di Ponte Buggianese, fu inaugurato l'osservatorio meteorologico presso le Scuole tecniche di Pescia e egli ne divenne il direttore.
Nel luglio 1876, sposò la sedicenne Maria Bartolozzi. Due settimane dopo, morì la cara madre Enrichetta.
Colpito da una terribile crisi depressiva (male di cui soffrì sin dalla giovinezza), l'11 giugno 1878 morì suicida, lasciando la giovane moglie e la neonata figlia Enrichetta.